# Royal Rumble 2016
Royal Rumble (2016) was een professioneel worstel-pay-per-view (PPV) en WWE Network evenement dat georganiseerd werd door WWE. Het vond plaats in het Amway Center in Orlando, Florida op 24 januari 2016. Het was de 29e editie van de Royal Rumble. Het evenement was ook de vijfde Royal Rumble pay-per-view die werd gehouden in de staat Florida (1990, 1991, 1995 en 2006), de tweede (1990) die in Orlando werd gehouden en de eerste pay-per-view evenement in het Amway Center.

## Resultaten
| Nr. | Match | Winnaar(s)                |
| --- | --- | ------------------------- |
| 1(PS) | Mark Henry & Jack Swagger vs. Darren Young & Damien Sandow vs. Dudley Boyz vs. The Ascension in een fatal fourway match om te kwalificeren voor de Royal Rumble match | Mark Henry & Jack Swagger |
| 2 | Dean Ambrose (c) vs. Kevin Owens in een last man standing match voor het WWE Intercontinental Championship                                                            | Dean Ambrose              |
| 3 | The New Day (Big E & Kofi Kingston) (c) (met Xavier Woods) vs. The Usos in een tag team match voor het WWE Tag Team Championship                                      | The New Day               |
| 4 | Alberto Del Rio (c) vs. Kalisto in een één op één match voor het WWE United States Championship                                                                       | Kalisto (nc)              |
| 5 | Charlotte (c) (met Ric Flair) vs. Becky Lynch in een één op één match voor het WWE Divas Championship                                                                 | Charlotte                 |
| 6 | Traditionele Royal Rumble match met 30 worstelaars voor het WWE World Heavyweight Championship                                                                        | Triple H (nc)             |
| (c) huidige kampioen voor en na de match \| (nc) nieuwe kampioen na de match \| (ps) match vond plaats op de pre show | |                           |

### Royal Rumble match entree's en eliminaties
| Entree | Naam            | Orde    | Geëlimineerd door                           | # eliminaties | Tijd  |
| ------ | --------------- | ------- | ------------------------------------------- | ------------- | ----- |
| 1      | Roman Reigns(c) | 28      | Triple H                                    | 5             | 53:50 |
| 2      | Rusev           | 1       | Roman Reigns                                | 0             | 1:30  |
| 3      | A.J. Styles     | 11      | Kevin Owens                                 | 2             | 27:53 |
| 4      | Tyler Breeze    | 2       | A.J. Styles & Roman Reigns                  | 0             | 1:00  |
| 5      | Curtis Axel     | 3       | A.J. Styles                                 | 0             | 1:11  |
| 6      | Chris Jericho   | 26      | Dean Ambrose                                | 1             | 50:50 |
| 7      | Kane            | 9       | Braun Strowman                              | 1             | 18:44 |
| 8      | Goldust         | 4       | Titus O'Neill                               | 0             | 5:55  |
| 9      | Ryback          | 8       | Big Show                                    | 0             | 12:21 |
| 10     | Kofi Kingston   | 6       | Chris Jericho                               | 0             | 8:15  |
| 11     | Titus O'Neil    | 7       | Big Show                                    | 1             | 8:55  |
| 12     | R-Truth         | 5       | Kane                                        | 0             | 0:37  |
| 13     | Luke Harper     | 19      | Brock Lesnar                                | 4             | 23:43 |
| 14     | Stardust        | 14      | Luke Harper                                 | 0             | 13:57 |
| 15     | Big Show        | 10      | Braun Stroman                               | 1             | 4:31  |
| 16     | Neville         | 13      | Luke Harper                                 | 0             | 10:04 |
| 17     | Braun Strowman  | 20      | Brock Lesnar                                | 5             | 16:44 |
| 18     | Kevin Owens     | 12      | Sami Zayn                                   | 1             | 4:28  |
| 19     | Dean Ambrose    | 29      | Triple H                                    | 1             | 29:36 |
| 20     | Sami Zayn       | 16      | Braun Strowman                              | 1             | 4:33  |
| 21     | Erick Rowan     | 17      | Brock Lesnar                                | 2             | 4:14  |
| 22     | Mark Henry      | 15      | Braun Strowman, Luke Harper & Erick Rowan 1 | 0             | 0:30  |
| 23     | Brock Lesnar    | 21      | Braun, Harper & Rowan                       | 4             | 8:13  |
| 24     | Jack Swagger    | 18      | Brock Lesnar                                | 0             | 0:15  |
| 25     | The Miz         | 22      | Roman Reigns                                | 0             | 8:23  |
| 26     | Alberto Del Rio | 23      | Roman Reigns                                | 0             | 6:46  |
| 27     | Bray Wyatt      | 25      | Sheamus & Triple H                          | 0             | 10:46 |
| 28     | Dolph Ziggler   | 24      | Triple H                                    | 0             | 7:00  |
| 29     | Sheamus         | 27      | Roman Reigns                                | 1             | 8:45  |
| 30     | Triple H        | WINNAAR | -                                           | 4             | 8:05  |

1 Braun Strowman, Luke Harper & Erick Rowan kwamen na eliminatie terug om Brock Lesnar te elimineren.
1988 · 1989 · 1990 · 1991 · 1992 · 1993 · 1994 · 1995 · 1996 · 1997 · 1998 · 1999 · 2000 · 2001 · 2002 · 2003 · 2004 · 2005 · 2006 · 2007 · 2008 · 2009 · 2010 · 2011 · 2012 · 2013 · 2014 · 2015 · 2016 · 2017 · 2018 · 2019 · 2020 · 2021 · 2022 · 2023 · 2024 · 2025